# Castillo de Íscar

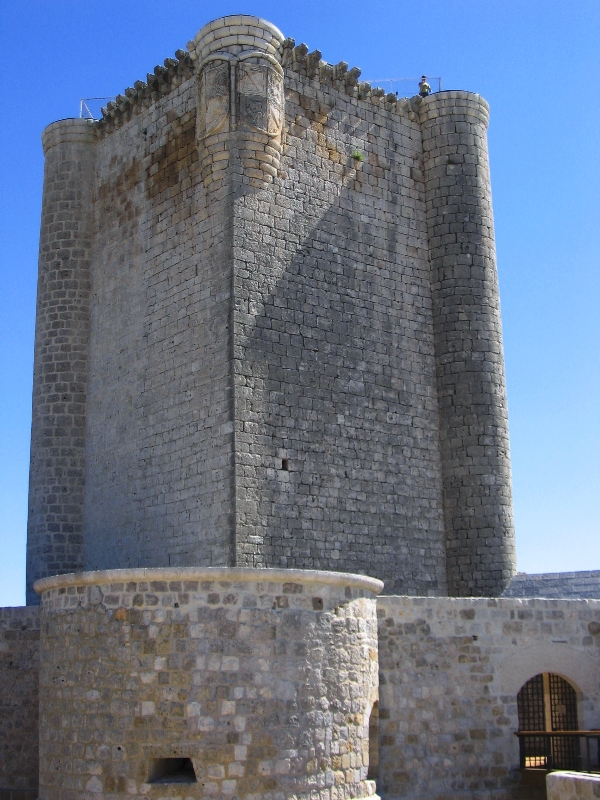
Bergfried mit flankierenden Rundtürmen

Das Castillo de Íscar ist eine Burg in Íscar, einer Gemeinde in der spanischen Provinz Valladolid der Autonomen Region Kastilien und León, die ab dem 12. Jahrhundert errichtet wurde. Die Burg ist seit 1949 ein geschütztes Baudenkmal (Bien de Interés Cultural).

## Beschreibung
Der Hauptturm ist der einzige Rest dieser Burganlage, die im 15. Jahrhundert vollständig umgebaut worden war. Der auf fünfeckigem Grundriss errichtete Bergfried wird durch kleinere Rundtürme gesichert und ist mit Schießscharten versehen.